# De Sabang à Merauke

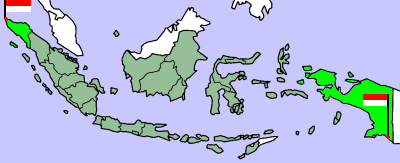
Carte de localisation des villes de Sabang (à l'ouest) et Merauke (à l'est) au sein de l'Indonésie.

« De Sabang à Merauke », en indonésien « Dari Sabang sampai Merauke », est une expression servant à désigner l'intégralité du territoire indonésien, Sabang et Merauke étant respectivement les villes les plus occidentales et orientales de ce pays.